# Ospedale di San Giuliano alla Porta San Niccolò
L'ospedale di San Giuliano alla Porta San Niccolò era un ospedale di Firenze attivo fra il 1505 e il 1750.

## Storia
Nel 1475 ser Alberto di ser Rucco da Rondinaia lasciò con testamento datato 29 marzo le sue case in via Ghibellina (nel tratto detto allora "via di San Giuliano") per la costruzione di un ospedale dedicato all'accoglienza dei pellegrini, sotto l'egida dell'Arte dei Mercatanti. Tuttavia tali disposizioni trovarono attuazione solo trent'anni dopo, nel 1505, e in una sede diversa, scelta in via San Niccolò, poco distante dalla cosiddetta "Porta Vecchia", una porta interna alla città rimasuglio delle mura del tempo di Dante, posta presso l'intersezione della via del Giardino dei Serristori (che all'epoca si chiamava appunto via della Porta Vecchia). Qui fu comprata una casa da Lionardo d'Albizzo, maniscalco, per ottocento scudi, e adattata per l'accoglienza. Inizialmente disponeva di nove grandi letti multipli, divisi in due stanze, una per gli uomini e una per le donne. Come consueto per gli "spedali", disponeva inoltre di un piccolo oratorio, dove c'era una tavola dipinta coi santi Giuliano e Niccolò, di una sagrestia e di un orto; al piano superiore si trovava l'abitazione dello spedalingo.
Nel 1584 i Capitani del Bigallo chiesero che anche questo ospedale minore entrasse sotto la loro giurisdizione, ma a questa iniziativa si oppose l'Arte di Calimala; tuttavia Francesco I de' Medici diede ragione al Bigallo, passando a questa istituzione tutte le competenze e i beni dell'ospedale di San Giuliano.
L'ospedale fu soppresso nel 1750 nell'ambito riordino generale delle strutture sanitarie promosso dalla reggenza lorenese.
Luciano Artusi propose di riconoscere nella casa in via San Niccolò 34 l'antica sede dell'ospedale, segnata in facciata da un trigramma di San Bernardino. A guardare quest'edificio in pianta, tuttavia, si nota come si tratti di una tipica casa a corte mercantile sviluppata per tre piani (poiù un quarto frutto di una soprelevazione più recente) organizzati su tre assi, dove non c'è lo spazio per una struttura ospedaliera, per quanto piccola, mancando ambienti sufficientemente grandi per una corsia, un refettorio, un oratorio. L'istituto ospitaliero doveva forse trovarsi al posto di un edificio più grande e tardo, come l'Istituto Demidoff, o sull'altro lato la casa con cortile al n. 35, con possibile oratorio al 33, dove si trova oggi un tabernacolo.